# Matteo Capranica
Matteo Capranica (Amatrice?, 26 agosto 1708 – Napoli, 9 dicembre post 1776) è stato un compositore e organista italiano.
Studiò in gioventù musica a Napoli al Conservatorio di Sant'Onofrio, dove ebbe come insegnanti Nicola Porpora, Ignazio Prota e Francesco Feo. Terminati gli studi fu attivo come maestro di cappella in diverse chiese napoletane e parallelamente si dedicò anche alla composizione di musica sacra e di opere; in quest'ambito la sua prima produzione fu l'opera buffa Il Carlo rappresentata nel 1736 al Teatro Nuovo di Napoli. Successivamente fu nominato organista del secondo coro della cappella del Duomo di Napoli (la famosa Cappella del Tesoro).
In passato era nota la leggenda che egli aveva completato la partitura de La finta frascatana, opera incompiuta di Leonardo Leo.

## Lavori
- Il Carlo (opera buffa, libretto di Antonio Palomba, 1736, Napoli)
- L'amante impazzito (opera buffa, libretto di Pietro Trinchera, 1738, Napoli)
- San Gaetano (oratorio, 1739, Macerata)
- Debbora (oratorio, 1742, Cesena)
- L'Eugenia (opera buffa, libretto di Antonio Palomba, 1745, Napoli)
- Alcibiade (opera seria, libretto di Gaetano Roccaforte, 1746, Roma)
- L'Emilia (opera buffa, libretto di Pietro Trinchera, basato sul libretto Lo castiello sacchejato di Francesco Oliva, 1747, Napoli)
- L'Aurelio (opera buffa, libretto di Pietro Trinchera, basato sul libretto Alidoro di Gennaro Antonio Federico, 1748, Napoli)
- Cantata di Calendimaggio (cantata, 1748, Malta)
- Merope (opera seria, libretto di Apostolo Zeno, 1751, Roma)
- La schiava amante (commedia per musica, libretto di Antonio Palomba, 1753, Napoli)
- L'Olindo (opera buffa, libretto di Antonio Palomba, musicato in collaborazione con Nicola Conti, 1753, Napoli)
- Dixit Dominus
- Salve regina
- Sonata in sol maggiore per 2 violini
- Sonata in do maggiore per violino
- 6 toccate per clavicembalo
- Varie arie e duetti